# Mehdi Moshtagh
Mehdi Moshtagh (en persa: مهدی مشتاق, Isfahán, Irán) es músico, compositor e investigador iraní. 

## Biografía
Estudios realizados:
- 2001: Inició su aprendizaje en la música clásica persa con el maestro Rasúl Atâí, Isfahán, Irán.
- 2003: Continuó el estudio y memorización del Radíf de Mirzâ Abdollâh con el maestro Ali Bayâní, Teherán, Irán.
- 2006–2010: Profundizó su conocimiento sobre la teoría modal y el arte de la improvisación de la Música Persa con el maestro Mohammad-Reza Lotfi en la escuela de Maktabkhaneh Mirza Abdullah, Teherán, Irán.
- 2007–2009: Perfeccionamiento de la técnica del Setar con el maestro Dariush Talai en el Instituto Nacional de Cultura, Teherán, Irán.
- 2010: Ampliar su conocimiento sobre la música contemporánea persa con el maestro Massoud Shaârí en la escuela Hamsaz, Teherán, Irán.

En el año 2005 publica su primer álbum nombrado “On The Way” en Irán y en 2009 publica su segundo material discográfico nombrado “Roozgar”. En 2010, después de su gira en México y sus conciertos en festival “Ollin Kan”, realiza un concierto en la ciudad de Isfahán y este concierto se publica en un DVD nombrado “The Other Pattern”. Ha impartido diversas clases de setâr y târ en las ciudades de Isfahán, Teherán y Yazd de 2004 a 2011 y en México de 2011 hasta actualidad. Es miembro de la Casa Nacional de Música de Irán. Ha participado en numerosos conciertos en Asia, Europa y América.
En 2011 emigra a México y pronto funda el Ensamble Didâr con el que inicia sus presentaciones, conciertos y recitales de música clásica persa. En el mismo año inicia su labor docente que mantiene hasta el día de hoy. A principios de 2013 funda el ensamble Setaristas Moshtâgh, lugar de encuentro de la primera generación de setaristas mexicanos para interpretar el repertorio tradicional persa. Durante su residencia en México ha incursionado en el grupo Segrel con el proyecto Ajedrez Mundo (música medieval y renacentista). En 2012, la Compañía Nacional de Teatro lo invita como intérprete y compositor musical en la obra Innana. En enero de 2013 ingresa al ensamble Egiptanos (música y danza migrante de México) y participa en la grabación del álbum Quitapenas, cuyo espectáculo es nominado para el premio de Lunas del Auditorio. Ha sido beneficiario del programa de Creadores Escénicos 2014-2015 del Fondo Nacional para la Cultura y las Artes, FONCA, con el proyecto Perxico, Persia y México. En 2016 participa como intérprete y compositor en la grabación del álbum del ensamble Abgal (música original con instrumentos antiguos) y también publica el álbum “Tarde y Lejos”, el primer álbum de Música Clásica Persa publicado en México y América Latina. En 2018 fue beneficiario del Programa de Fomento a Proyectos y Coinversiones Culturales de FONCA, en el que se produjo y se publicó el disco Perxico, un álbum de composiciones originales y arreglos de Mehdi Moshtâgh. En junio de 2019, en colaboración con Tambuco ensamble de percusiones de México y la Camerata de Coahuila, presenta la opera de El rapto en el serrallo de Wolfgang Amadeus Mozart, dirigido por Sergio Vela en una temporada corta en Liber Festival, León (Guanajuato). También en el mismo año, en colaboración con cineasta mexicano, Miguel Nájera, se realiza una obra audiovisual basada en la pieza “Tetlalli”, una composición original de Mehdi Moshtâgh. Esta obra, “Tetlalli, un cortometraje para una pieza musical”, gana la medalla de bronce de Global Music Awards, en noviembre de 2019 y el premio de la audiencia en el 58th Ann Arbor Film Festival, en marzo de 2020.
Actualmente reside en la Ciudad de México participando en una gran cantidad de espacios escénicos y culturales entre los cuales destacan Palacio de Bellas Artes, Teatro de la Ciudad Esperanza Iris, Fonoteca Nacional, Centro Nacional de las Artes, Museo Nacional de Antropología, Antiguo Palacio del Arzobispado, Castillo de Chapultepec, Universidad Nacional Autónoma de México UNAM, Radio UNAM, Radio IMER, Radio CODIGO CDMX. A su vez, con la impartición de diversas conferencias en el Colegio de México, la Fonoteca Nacional, Facultad de Música UNAM, Universidad Nacional Autónoma de México, entre otros espacios académicos, Mehdi Moshtâgh se involucra activamente y complementa su labor como compositor en proyectos no convencionales que involucran un trabajo interdisciplinario.

## Discografía
- On The Way, Irán 2005
- Roozgâr, Irán 2009
- The Other Pattern, Irán 2010
- Quitapenas, México 2013
- Abgal, México, 2016
- Tarde y Lejos, México 2016
- Perxico, Persia y México, México 2020

## Distinciones
- Festival de Música de Estudiantes Universitarios, Irán (segundo lugar, 2004)
- Festival de Música de la Juventud, Irán (primer lugar, 2007)
- Las Lunas del Auditorio Nacional con ensamble Egiptanos, por el mejor espectáculo del año, México (nominado, 2013)
- Global Music Awards, por “Tetlalli, un cortometraje para una pieza musical”, Estados Unidos (medalla de Bronce,  2019)
- 58th Ann Arbor Film Festival, por “Tetlalli, un cortometraje para una pieza musical”, Estados Unidos (premio de la audiencia, 2020)